# 木酮糖
木酮糖（英語：Xylulose）是一种戊酮糖，拥有一个羰基官能团，化学式为C5H10O5。L-型和D-型对映异构体在自然界中都有存在。